# Archäologische Ausgrabungsstätten im Tagebau Schöningen

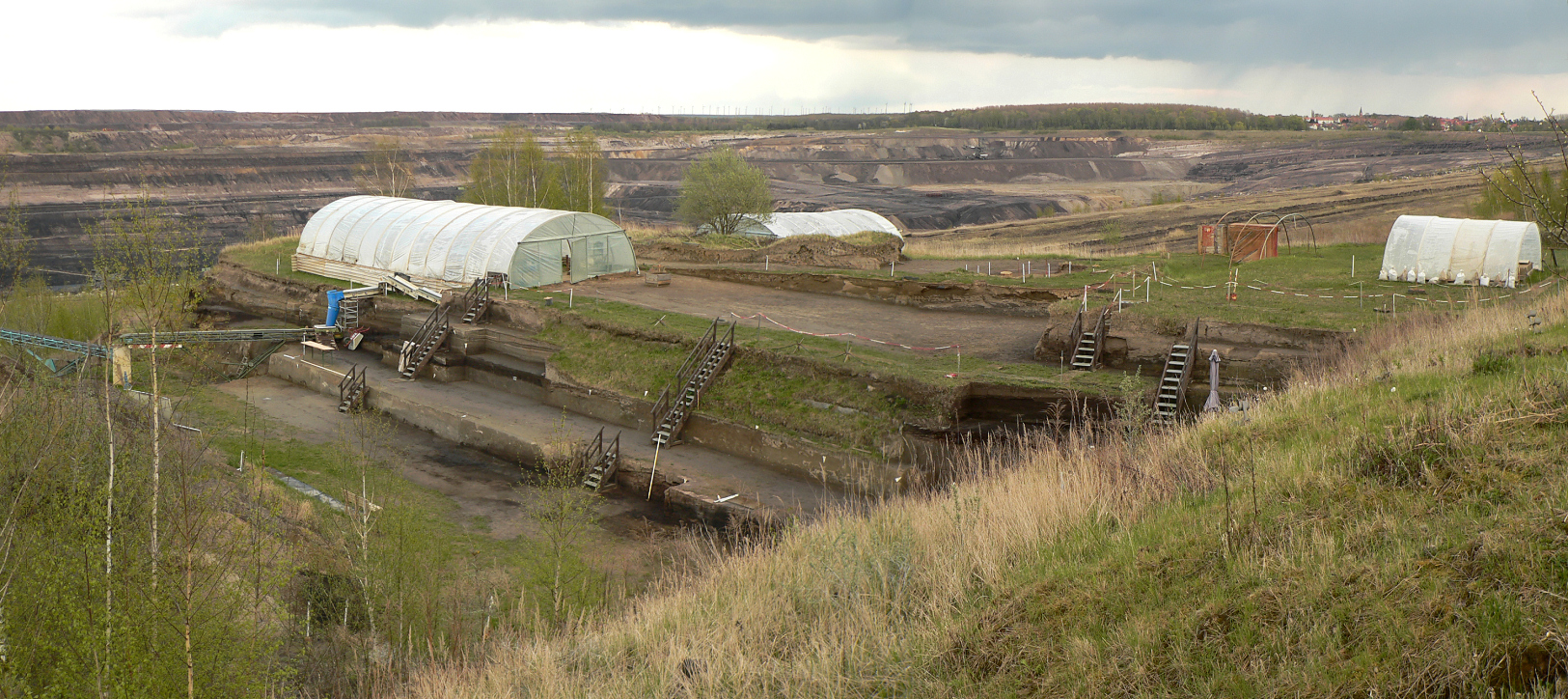
Blick auf die Fundstelle Schöningen 13 II auf einem vom Braunkohletagebau Schöningen ausgesparten vorspringenden Geländesockel (Speersockel)

Zu den Archäologischen Ausgrabungsstätten im Tagebau Schöningen zählen etwa 50 Fundstellen aus ur- und frühgeschichtlichen Zeitstellungen, die bei der Erschließung des Tagebaus Schöningen ab 1983 archäologisch untersucht wurden. Die Ausgrabungen gehören zu den größten archäologischen Maßnahmen in Niedersachsen, die in einem kleinen Bereich bis heute anhalten. Ab 1994 führten sie zur Entdeckung bedeutender Funde aus der Altsteinzeit, wie zum Beispiel der Schöninger Speere oder der Wurfstöcke von Schöningen.

## Entstehung
Ab 1979 wurde der Tagebau Schöningen im Helmstedter Braunkohlerevier zunächst durch ein Nord- und später durch ein Südfeld auf einer Fläche von insgesamt etwa sechs km² erschlossen. Da auf der entstehenden Tagebaufläche eine Vielzahl von archäologischen Fundstellen zu erwarten war, initiierte der Archäologe Hartmut Thieme vom Institut für Denkmalpflege in Hannover 1983 das Langzeitprojekt Archäologische Schwerpunktuntersuchungen im Helmstedter Braunkohlerevier (ASHB). Ermöglicht wurde es durch die Zusage der Braunschweigischen Kohle-Bergwerke, die Rettungsgrabungen langfristig zu unterstützen. Ziel des Projektes war es, exemplarisch die ur- und frühgeschichtlichen Hinterlassenschaften des Menschen auf einer großen Fläche lückenlos zu dokumentieren. Darüber hinaus diente das Projekt dazu, durch geologische und paläobotanische Untersuchungen die früheren Umweltverhältnisse zu rekonstruieren.

## Ausgrabungsablauf

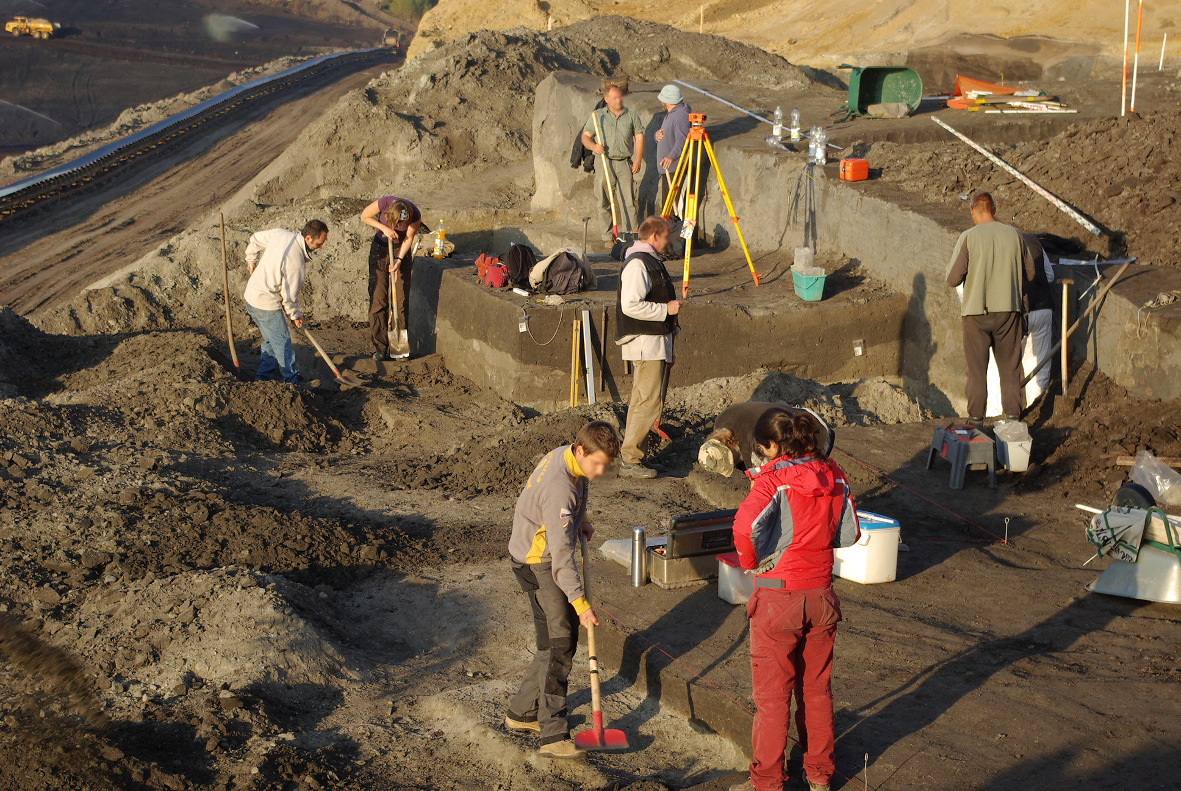
Archäologische Ausgrabung im Tagebau Schöningen

Vor den Abbaggerungen durch den Schaufelradbagger untersuchten Archäologen die vorgesehenen Abbauflächen systematisch durch ca. zwei Meter breite Suchschnitte im Boden im Abstand von 100 Metern. Beim Antreffen von archäologischen Befunden wurden die Suchschnitte engmaschiger gelegt oder zu Grabungsflächen erweitert, auf denen Rettungsgrabungen stattfanden. Etwa 30 Jahre nach Beginn des Projektes waren im Jahr 2012 Flächen von 400.000 m² ausgegraben. Die Suche in den oberflächennahen, holozänen Ablagerungen mit jungsteinzeitlichen, bronzezeitlichen bis eisenzeitlichen Fundstellen bildete bis 1991 den Schwerpunkt der archäologischen Schwerpunktuntersuchungen.
Mit der Erschließung des Tagebaufelds Süd 1992 durch das Abbauunternehmen verlagerten sich die archäologischen Maßnahmen in die Tiefe. Dies ermöglichten in die Erde einschneidende Abbaubagger, die Ablagerungen aus dem Eiszeitalter freilegten. Die Suche der Archäologen in den pleistozänen Schichten galt menschlichen Hinterlassenschaften aus der Altsteinzeit.
Später berührte der Braunkohlentagebau keine archäologischen Fundstellen mehr. Dadurch änderte sich der Charakter der Grabungen von unter Zeitdruck stehenden Rettungsgrabungen zu geförderten Forschungsgrabungen. 2016 wurde der Tagebau eingestellt. Die archäologischen Untersuchungen werden im Umfeld der Fundstelle der Schöninger Speere bis heute fortgesetzt.

## Überblick über Fundstellen
Die Nummerierung der Fundstellen erfolgte weitgehend von Nord nach Süd. Die Fundstellen Esbeck 3, 6, 7, 8 und Schöningen 9 liegen im Nordfeld des Tagebaus, die Fundstellen Schöningen 10 und 11 sowie 13 bis 15 im Südfeld. Schöningen 12 umfasst den Bereich des Deutsche-Bahn-Pfeilers, der beide Tagebaugebiete trennt. Andere, hier nicht genannte Fundstellen befinden sich außerhalb des Tagebaufeldes (Esbeck 4 und 5) beziehungsweise wurden nicht im Rahmen des Projektes erfasst (Esbeck 1 und 2).
| Fundstelle              | Grabungsjahr | Freigelegte Fläche |
| ----------------------- | ------------ | ------------------ |
| Esbeck 3                | 1983         | 52.000 m²          |
| Esbeck 6                | 1984         | 20.000 m²          |
| Esbeck 7 und Schöningen | 1984/1985    | 31.000 m²          |
| Esbeck 8 und Schöningen | 1984         | 4500 m²            |
| Schöningen 9            | 1985         | 22.000 m²          |
| Schöningen 10           | 1985, 2002   | 31.500 m²          |
| Schöningen 11           | 1986/1987    | 53.000 m²          |
| Schöningen 12           | 1986/1987    | 22.000 m²          |
| Schöningen 13           | 1988–1994    | 66.000 m²          |
| Schöningen 14           | 1989         | 2000 m²            |
| Schöningen 15           | 2000–2002    | 35.000 m²          |

## Geologie des Pleistozäns

### Geologische Abfolge

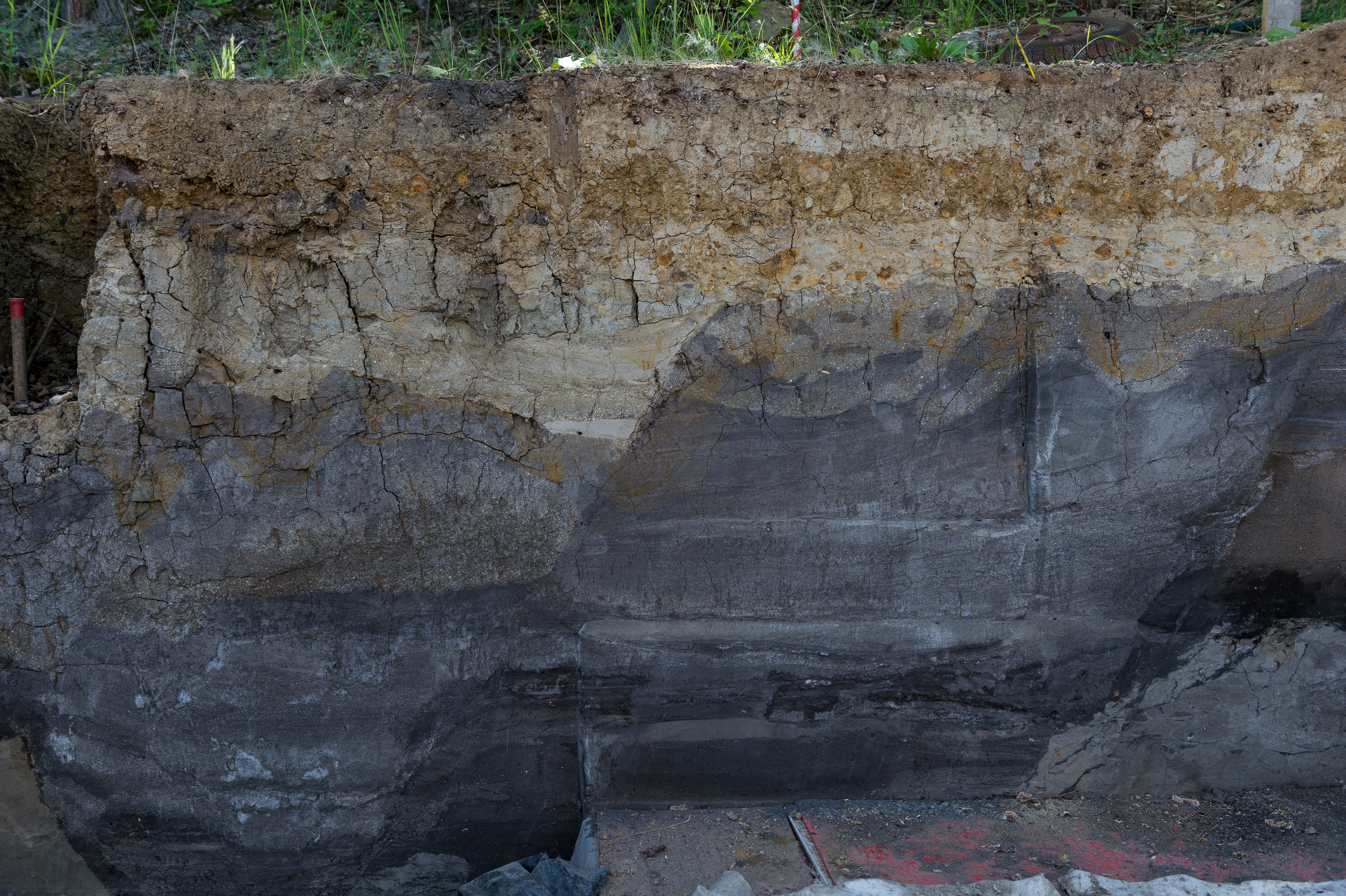
Bodenprofil im Speerhorizont Süd mit den Seeablagerungen

Im Rahmen des Langzeitprojektes wurden erstmals 1991 pleistozäne Schichten dokumentiert und kurz darauf auch archäologisch relevante Funde entdeckt. Das Gebiet um Schöningen gehört zur Helmstedter Braunkohlemulde, welche den nordwestlichen Ausläufer des 70 km langen Helmstedt-Staßfurter Braunkohlebeckens bildet. Dieser ist durch einen Zechsteinsattel zweigeteilt. Der Tagebau liegt im südwestlichen Teil der Nordwest-Südost orientierten Randsenke des schmalen Salzstockes. Sie ist mit paläogenen Ablagerungen gefüllt, denen bis zu 30 m mächtige quartäre Deckschichten auflagern. Die unteren Ablagerungseinheiten des Paläogens, die sogenannte Schöningen-Formation gilt als wichtiges Klimaarchiv aus der Zeit des Übergangs vom Paläozän zum Eozän.
Die Basis der quartären Folge bilden die Grundmoräne und Schmelzwassersande der Elstervereisung. In diese glaziale Folge sind mindestens drei Rinnen (Schöningen I, II, III) eingetieft, die parallel entlang des Zechsteinsattels verlaufen und sich zum Teil gegenseitig überschneiden. Sie sind mit limnisch-telmatischen Sedimenten gefüllt, die unter warmzeitlichen Bedingungen abgelagert wurden. Die Rinnen sind um so jünger, je näher sie am Salzstock liegen. Überlagert werden diese drei Rinnen von der glazialen Serie der älteren Saalevereisung (Drenthe), die auch über die Reste der Elstervereisung hinwegstreicht. In die saalezeitliche Grundmoräne ist ebenfalls eine Rinne (Schöningen IV) eingetieft, die einen gedoppelten Bodenkomplex enthält. Der Saalegrundmoräne liegt ein mächtiger Löss auf, der eine weitere Rinne (Schöningen V) enthält. In den Löss ist eine letzte Rinne eingetieft (Schöningen VI).
Die sechs Rinnen wurden ursprünglich von Dietrich Mania als Relikte eines jeweils eigenständigen Klimazyklusses interpretiert. Aus geologischer Sicht gehören die Rinnen Schöningen I bis III in die Zeit zwischen die Elster- und Saalevereisung. In der Ansicht nach Mania repräsentiert jede Rinne eine Warmzeit, womit Schöningen I die Holstein-Warmzeit, Schöningen II die Reinsdorf-Warmzeit und Schöningen III die Dömnitz-Warmzeit (Schöningen-Warmzeit) umfasst. Die vierte Rinne wäre dann in eine Warmzeit nach dem Drenthe-Eisvorstoß einzuordnen (sogenannte „Intrasaale-Warmzeit“), die fünfte Rinne umfasst die Eem-Warmzeit und die sechste das frühe Holozän. Unterstützend zu dieser Ansicht sollte sich die Rinnenabfolge von Schöningen in den Zyklen der Travertinsequenzen von Bilzingsleben in Thüringen wiederfinden.
Abweichend von der ursprünglichen Interpretation der älteren drei Rinnen von Schöningen als jeweils eigenständige Überbleibsel warmklimatischer Klimazyklen werden in einer neueren Version diese als eine einzige Randsenke angesehen. Dieses hat seinen Ursprung als subglaziales Tunneltal, das in der ausgehenden Elstervereisung nur unvollständig verfüllt wurde und in der nachfolgenden Warmzeit als See bestand. Dieser See wurde dann allmählich vom Westen her mit Sedimenten aus dem Elm verfüllt. Der Zeitraum der Entstehung der einzelnen Rinnen würde sich dadurch auf eine, maximal zwei Warmzeiten einschränken.
Die bisher gewonnenen absoluten Altersdatierungen schienen diese Ansicht zu bestätigen. Demnach würde die Reinsdorf-Warmzeit mit der Holstein-Warmzeit korrelieren. Innerhalb der globalen Marinen Isotopenchronologie wäre dies identisch mit dem MIS 9, welches vor 301.000 bis 334.000 Jahren datiert. Dem widersprechen jedoch Aminosäure-Untersuchungen an den Gehäusedeckeln der Süßwasserschnecke Bithynia oder an Muschelkrebsen aus dem Jahr 2025, die Werte vergleichbar zu anderen europäischen Fundstellen des MIS 7 ergaben, welches wiederum von vor 182.000 bis 242.000 Jahren reicht. Die in den einzelnen Rinnen von Schöningen aufgedeckten Wärmezyklen würden sich demnach auf die drei stark fluktuierenden Wärmeschwankungen der entsprechenden Sauerstoff-Isotopenstufe verteilen. In dieser Auffassung entspräche die Reinsdorf-Warmzeit den Schwankungen MIS 7e und 7c, die Schöningen-Warmzeit hingegen der des MIS 7a. Für die zahlreichen archäologischen Fundstellen der Rinne Schöningen II käme dann ein Alter von rund 200.000 Jahren in Betracht.
Von größerer archäologischer Bedeutung sind die Rinnen I und II, die mehrere Fundstellen enthalten. Hierbei ist die Rinne I mit Mudden, Torfen und Beckentonen gefüllt. Die Rinne II besteht aus einer Sedimentserie, welche fünf Verlandungsfolgen repräsentiert. Die erste Verlandungsfolge setzt sich aus Beckenschluffen, verschiedenen Mudden (Schluff-, Ton- und Kalkmudden), Lockertravertinen sowie Torfen (Flachmoor- und Bruchwaldtorfe) zusammen. Sie entstand unter den Bedingungen des klimatische Optimums einer Warmzeit. Die oberen vier Verlandungsfolgen stellen bereits das kühlklimatische späte Interglazial dar. Sie charakterisieren sich durch Charakalkmudden und Flachmoortorfe. In der obersten Verlandungsfolge treten bereits Froststrukturen auf. Ein im Jahr 2003 angelegtes, mehr als 10 m hohes Referenzprofil schließt alle Verlandungsfolgen auf.

### Landschaftsrekonstruktion
Aus den ältesten drei Rinnen stammt eine reichhaltige Faunen- und Florengemeinschaft mit sowohl makroskopischen als auch mikroskopischen Resten. Nach Pollenanalysen aus der Rinne Schöningen II weicht die Vegetationsabfolge charakteristisch von der Holstein-Warmzeit ab und wurde daher der Reinsdorf-Warmzeit zugewiesen. Makroskopische Pflanzenreste in Form von Früchten, Samen und Hölzern zeigen wiederum als typisches Element den Tatarischen Steppen-Ahorn als Hinweis auf ein pontisch-subkontinental geprägtes Klima. Vergesellschaftet war dieser mit dem Feldahorn, der Winterlinde, der Gemeinen Esche, dem Schlehdorn, dem Roten Hartriegel und weiteren. Sie alle deuten auf eine offene Landschaft mit einzelnen Waldinseln hin, eine Waldsteppe, die heute typisch für Südosteuropa ist. Dadurch unterscheidet sich die Flora jedoch von der des als zeitgleich angesehenen Fundplatzes Bilzingsleben, wo ein Buchsbaum-Eichen-Mischwald vorherrschte.
Der südosteuropäische Charakter der Flora der Rinne Schöningen II spiegelt sich in der Molluskenfauna wider, die durch die Schnirkelschnecke Helicigona banatica geprägt ist. In der mehr als 80 Arten umfassenden Weichtiergemeinschaft kommen neben den allgemein heutigen mitteleuropäischen Formen wie die Garten- und die Hain-Bänderschnecke sowie die Weinbergschnecke zahlreiche süd- und südosteuropäische Vertreter vor, darunter die Pagodenschnecke, die Enggenabelte Kristallschnecke, die Wirtelschnecke und die Helle Zylinderwindelschnecke. Sie sprechen für eine mediterran beeinflusste Landschaft aus Wäldern und Offenlandschaften. Die hochwarmzeitliche Molluskenfauna wird in den hangenden Sedimentschichten der Rinne Schöningen II durch eine durch Pupilla geprägte Lösssteppen- und Sumpflössfauna abgelöst.
Die Wirbeltiere werden durch Fische, Reptilien, Vögel und Säugetiere angezeigt. Die Großsäugerfauna lässt sich als Palaeoloxodon antiqiuus-Fauna ansprechen, wie sie typisch ist für die Warmzeiten Mitteleuropas. Zuzüglich zu ihrer Charakterform, dem Europäischen Waldelefanten, sind vor allem Steppen- und Waldnashorn, das Mosbacher Pferd, der Europäische Wildesel, Auerochse, Steppenbison sowie Rothirsch und Reh vertreten, außerdem zahlreiche Raubtiere. Unter den Kleinsäugern kann der Altbiber (Trogontherium) hervorgehoben werden, der eine vor-saalezeitliche Altersstellung angibt. Ähnliches lassen die Schermäuse vermuten, deren Zahnschmelzdicke (der sogenannte Schmelzband-Differenzierungs-Quotient) auf ein vergleichbares Alter wie Bilzingsleben hindeutet. Anders hingegen die Pferdereste, die von ihrem Bearbeiter Rudolf Musil als moderner eingeschätzt werden als entsprechende Funde aus Bilzingsleben. Als Exot innerhalb der Kleinsäugerfauna tritt der Desman auf, dessen nächster Verwandter mit dem Russischen Desman in Sibirien verbreitet ist.
Unter den sonstigen Wirbeltieren fällt als warmklimatischer Anzeiger die Europäische Sumpfschildkröte auf, die mit einzelnen Panzerfragmenten im Klimaoptimum vorkommt und heute in Mitteleuropa an die 20 °C-Isotherme gebunden ist, damit ihre Gelege ausschlüpfen. Daneben sind unter den Reptilien Kreuzotter, Ringelnatter und Wald- beziehungsweise Zauneidechse belegt, Amphibien treten mit Frosch- (Erdkröte, Knoblauchkröte, Grasfrosch) und Schwanzlurchen (Teichmolch) auf, während der nahe See durch Plötze, Rotfeder und Hecht angezeigt wird. Quappe und Groppe deuten auf nahe Fließgewässer hin. Mit zunehmender Verlandung des Sees ändert sich aber die Fischfauna deutlich.
Vor allem die Rinne II konnte am Referenzprofil feinsedimentologisch und feinchronologisch untersucht werden. So zeigen Pollen, aquatische Mikrofossilien wie Diatomeen, Ostrakoden und Charophyten sowie Kleinsäuger für die Verlandungsfolge 2 eine deutliche Umweltveränderung an. Sie folgte einer warmklimatischen Phase in der Verlandungsfolge 1 mit temperierten Verhältnissen hin zu kühl-gemäßigten Bedingungen. Verbunden war dies mit einem Rückgang der Wälder und einer Öffnung der Landschaften sowie einer zunehmenden Trockenheit und stärkerem jahreszeitlichen Wechsel. Mit Hilfe fossiler Larven von Zuckmücken ließen sich zudem plaäoklimatische Verhältnisse rekonstruieren. Demnach lag die mittlere Julitemperatur zum Entstehungszeitraum der Verlandungsfolgen 1 bis 5 zwischen 16 und 22 °C. Auffallend ist hierbei, dass die Temperaturwerte sowohl der feuchten Waldphase des späten Optimums der Reinsdorf-Warmzeit in der Verlandungsfolge 1 als auch einer späteren stärker bewaldeten Phase in der Verlandungsfolge 3 mit 18 bis 22 °C beziehungsweise bis minimal 14 °C niedriger ausfallen als in den jeweils sich anschließenden trockenen Offenlandphasen der Verlandungsfolgen 2 und 4 mit 19 bis 22 °C beziehungsweise 18 °C. Die höheren Werte für die Juli-Temperatur der Offenlandphasen werden mit einem zunehmenden kontinental beeinflussten Klima erklärt, das sich durch heiße Sommer und kalte Winter auszeichnet.

## Pleistozäne Fundstellen

### Schöningen 13 I
Der Fundplatz Schöningen 13 I liegt in der Rinne I und bildet den archäologisch ältesten im gesamten Fundgebiet Schöningen. An der Basis der Sedimentabfolge der Rinne I kamen 1994 erste Funde zu Tage. Der Bereich wurde daraufhin auf einer Fläche von rund 120 m² untersucht. Dabei fanden sich rund 550 Fundobjekte, darunter zerschlagene Tierknochen, die zum Großteil Huftieren zugeordnet werden können. Sicher bestimmen ließen sich Rothirsch, Riesenhirsch und Auerochse. Daneben kommen noch Reste des Steppenmammuts, von Nashörnern aus der Gattung Stephanorhinus und von Pferden, eventuell Equus mosbachensis (Mosbacher Pferd), vor. Der Fundhorizont enthielt des Weiteren Artefakte aus Feuerstein als Hinweise auf die Anwesenheit früher Menschen. Neben zahlreichen Abschlägen als Abfallprodukte der Kern- und Rohknollenbearbeitung umfassen diese auch einzelne Geräte. Diese weisen vor allem einfache Kantenbearbeitungen in Form von Buchten und Zähnchen auf, was häufig in Verbindung mit der Verarbeitung organischer Rohmaterialien steht. Darüber hinaus sind Trümmerstücke und rund 50 brandrissige Steine zu verzeichnen, welche eine eventuelle Nutzung von Feuer anzeigen. Thermolumineszenzdatierungen an den gebrannten Silices ergaben ein vorläufiges Alter von rund 400.000 Jahren, was für eine Stellung innerhalb des MIS 11 sprach. Spätere Analysen revidierten dies auf rund 321.000 Jahren, was auf einen jüngeren Warmzeit-Zyklus verweist (MIS 9). Weitere Grabungsarbeiten fanden in den Jahren 1999 und 2014 statt, die kleinere Flächen beinhalteten. So fanden sich auf 30 m² rund 90 Fundobjekte. Etwa 1,5 m über dieser Fundstelle konnte ein Begehungshorizont mit Trittsiegeln von Elefanten, Nashörnern und anderen großen Säugern entdeckt werden.

### Schöningen 12

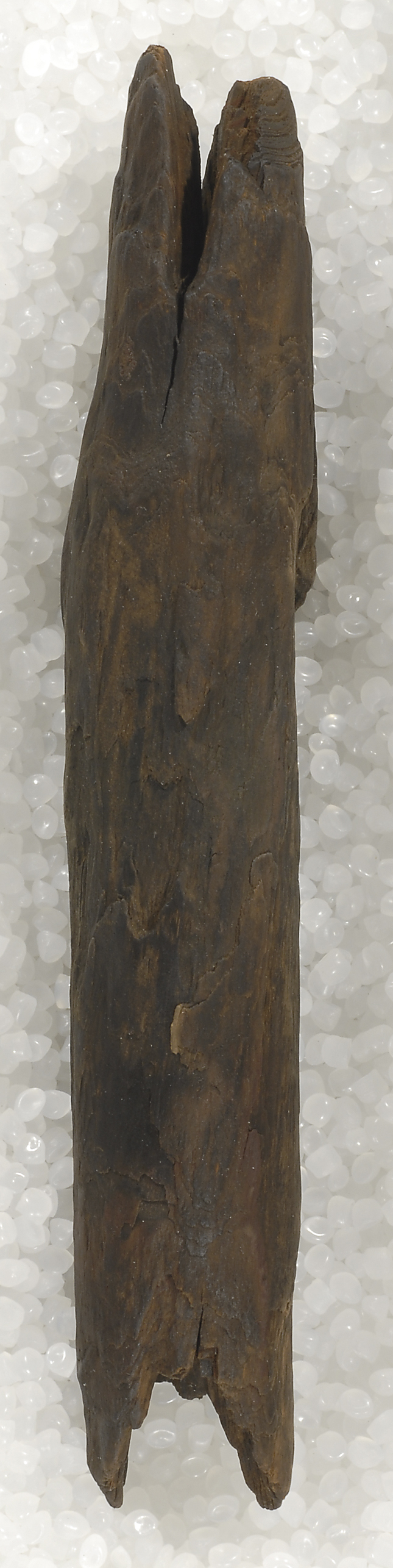
Klemm-
schaft I

Schöningen 12 fasst verschiedene Fundstellen wie Schöningen 12 A und Schöningen 12 B zusammen. Sie liegen am Nordrand des Tagebaufeldes Süd innerhalb der Rinne Schöningen II. Die Fundstelle Schöningen 12 B umfasst zwei Fundschichten und wurde bereits 1992 entdeckt. Die Fundschicht 1 liegt hierbei in der ersten Verlandungsfolge. Sie wurde auf etwa 150 m² ausgegraben. Die etwa 2 bis 3 m höher gelegene Fundschicht 2 gehört bereits der Basis der zweiten Verlandungsfolge an und umfasst eine Fläche von 30 m². Beide Fundhorizonte lagen ehemals unmittelbar am Seeufer. Sie enthielten Feuersteinmaterial und Knochen sowie Holzartefakte. Vor allem die Großsäugerknochen sind vielfach zerschlagen und zeigen Schnittmarken, welche durch Feuersteinwerkzeuge verursacht wurden. Die Knochenreste können dadurch als Nahrungsreste des Menschen interpretiert werden. Hierbei sind allerdings einzelne, ebenfalls mit Schnittmarken versehene Hand- und Fußknochen von Bären auffallend, die vermutlich zu einer Übergangsform zwischen Ursus deningeri und dem Höhlenbären gehören. Da diese Skelettbereiche nur über wenig Fleischbedeckung verfügen, gehen diese wohl nicht auf die Nahrungsgewinnung zurück, sondern blieben beim Abziehen des Felles in der Haut zurück. Dies gehört zu den ältesten Hinweisen auf menschliche Fellnutzung. Bärenfell war wegen seiner isolierenden Eigenschaften eine äußerst wertvolle Ressource für das Überleben während der kalten Nächte und Jahreszeiten in den gemäßigten Klimagebieten. Die Feuersteinartefakte schließen sowohl Abschläge als auch Geräte, Kerne und Trümmer ein. Die Abschläge wurden in der Regel durch die Hartschlagtechnik gewonnen. Die Geräte weisen überwiegend gebuchtete und gezähnte Kanten auf. Teilweise kommen zwei Arbeitskanten vor, die recht- oder spitzwinklig anliegen, Bifazialtechnik, also zweiflächig bearbeitete Stücke, sind jedoch selten. Die Fundschicht 1 erbrachte zudem drei Holzschäfte, die zwischen 17 und 32 cm lang sind und an einem Ende je eine eingeschnittene Kerbe besitzen. Ein viertes Objekt ist nur 11 cm lang, weist aber an beiden Enden je eine Kerbe auf. Alle Stücke wurden aus der Weiß-Tanne gefertigt. Vermutlich wurden die Hölzer als Klemmschäfte verwendet. Aus Schöningen 12 A, die sich unmittelbar benachbart zu Schöningen 12 B befindet und chronologisch deren Fundschicht 2 entspricht, liegen mehrere gebrannte und angekohlte Hölzer vor, die wohl zu einer Feuerstelle gehört haben.

### Schöningen 12 II
Diese kleineren Fundstellen schließen unmittelbar nördlich an Schöningen 12 A und B an und liegen auf dem „Deutsche-Bahn-Pfeiler“, welcher das Baufeld Süd vom Baufeld Nord trennt. Die einzelnen kleineren Grabungsflächen von wenigen bis hin zu fast 400 m² wurden seit 2007 erschlossen. Sie gehören verschiedenen stratigraphischen Niveaus der Rinne Schöningen II an, verteilt über die Verlandungszonen. Die erschlossenen Uferbereiche erstreckten sich entlang eines tieferen Abschnittes des ehemaligen Sees. Zu den Besonderheiten zählen der Schädel eines Wasserbüffels und weitere mögliche Klemmschäfte aus der Verlandungsfolge 1, sowie ein Schädel des Auerochsen aus Verlandungsfolge 4. Unter den mehr als 1500 dokumentierten Knochenfragmenten finden sich auch einzelne Stücke, die als Geräte oder Werkzeuge gebraucht wurden, so als Retuscheure oder Ambosse. Auch konnte aus der ersten Verlandungsfolge wiederum ein Metapodium eines Bären mit Schnittmarken entdeckt werden.

### Schöningen 13 II

#### Untere Fundhorizonte (Schöningen 13 II-1bis-3)

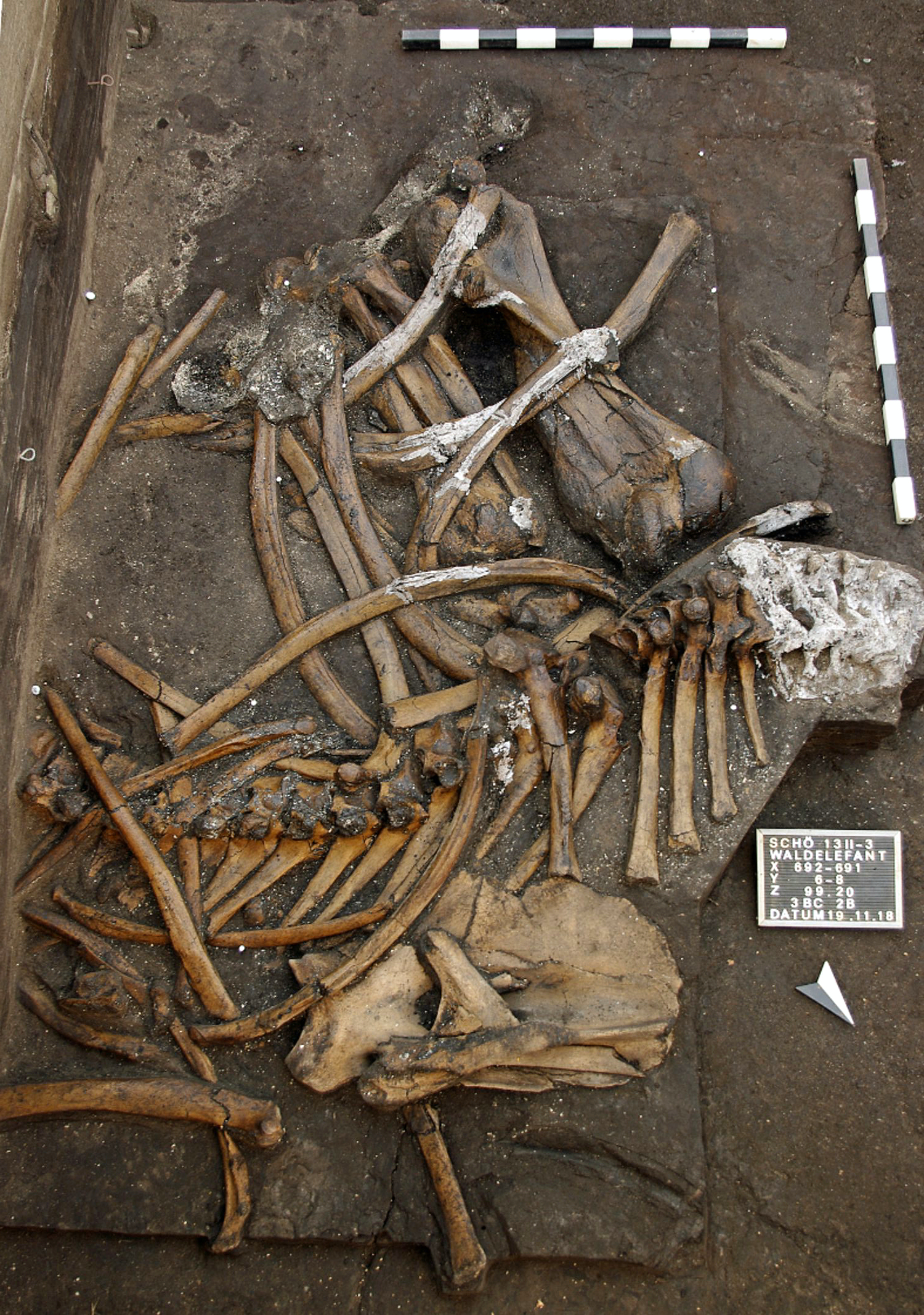
Skelett des Waldelefanten von Schöningen aus Schöningen 13 II-3 in Fundlage

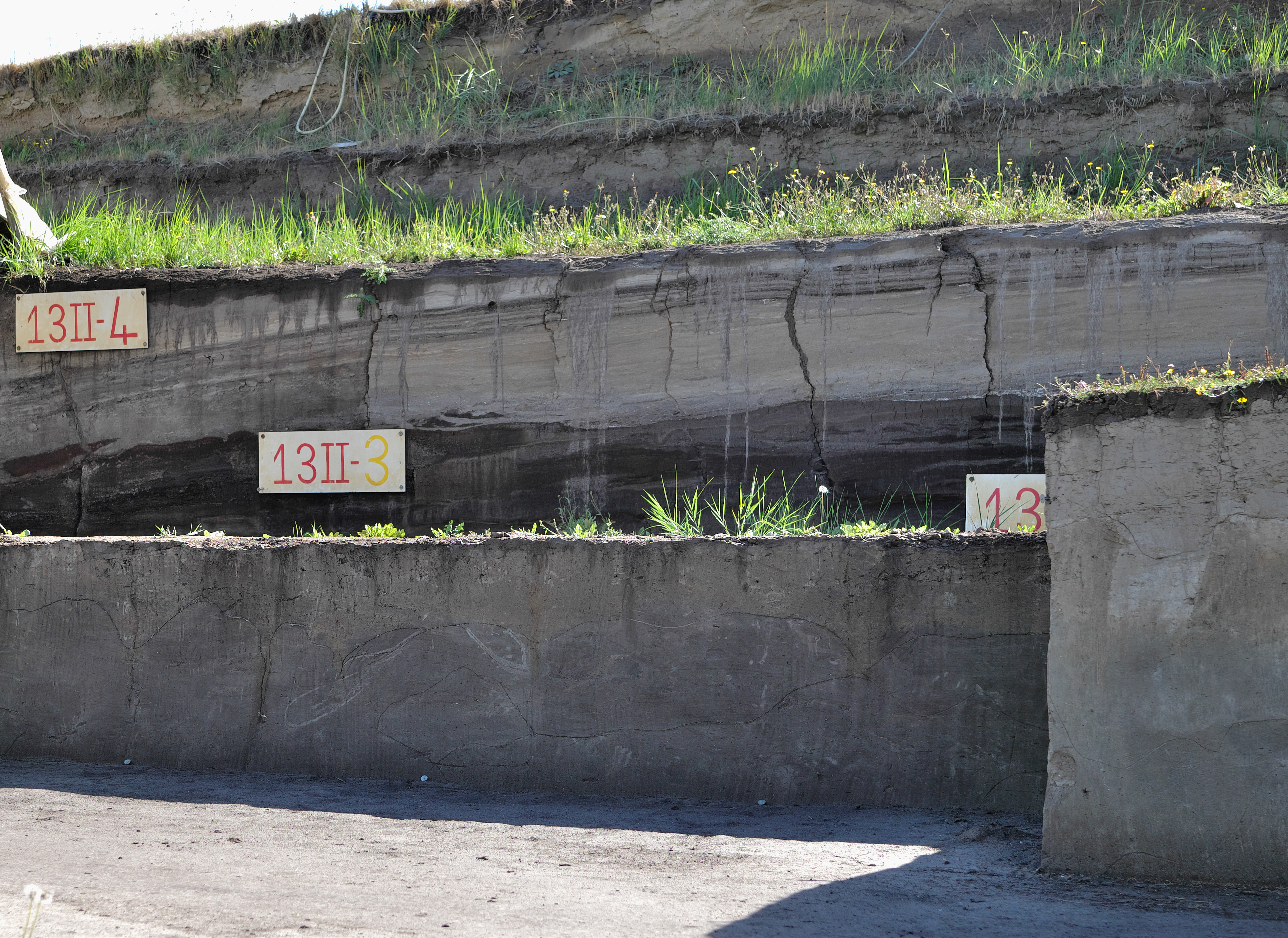
Fundstelle des vollständig erhaltenen Europäischen Waldelefanten in der Ebene Schöningen 13 II-3

Etwa 800 m südöstlich von Schöningen 12 befindet sich die Fundstelle Schöningen 13 II, ebenfalls in die Ablagerungsserie der Rinne Schöningen II eingebettet. Die gesamte Fundstelle blieb während des Tagebaubetriebs als etwa 60 mal 50 m großer Sockel am westlichen Tagebaurand bestehen und konnte so umfänglich untersucht werden. Aus den Torflagen der Verlandungsfolge 2 gewonnene Uran-Thorium-Daten geben dieser ein Alter von rund 294.000 Jahren, was entsprechend den absoluten Werten aus Schöningen 13 I eine Stellung im MIS 9 indiziert. Im Unterschied zu den Bereichen von Schöningen 12 II DB sind jene von Schöningen 13 II mit Uferlagen verbunden, die unmittelbar an einem flachen Seeabschnitt lagen. Verschiedene aufgefundene Charophyten sprechen für leicht schwankende Gewässertiefen von 0,2 bis 5 m, was auch durch diverse aquatische Pflanzengemeinschaften angezeigt wird.
Die Fundstelle Schöningen 13 II besitzt in den unteren vier Verlandungsfolgen jeweils getrennt Fundstellen (Schöningen 13 II-1, -2, -3, -4). Bei den älteren drei Fundstellen, Schöningen 13 II-1 bis -3, handelt es sich weitgehend um kleinere untersuchte Flächen, die jeweils rund 870 bis 1030 Fundobjekte bargen, zumeist zerschlagene Knochen größerer Säugetiere und einzelne Feuersteinartefakte, gelegentlich auch Hölzer wie einen angekohlten Holzstab aus Schöningen 13 II-1. Sie werden als kurzfristig gewnutzte Plätze oder low density sites gedeutet, also Fundstellen mit einem nur kurzfristigen Aufenthalt des Menschen, wodurch nur wenige Spuren zurückblieben.
Allerdings fand sich im Jahr 2015 in Schöningen 13 II-2 ein größeres Rippenfragment sowie ein etwa zwei Meter langer Stoßzahn eines Europäischen Waldelefanten zusammen mit kleinen Knochenfragmenten. An den Knochen sind Schnittspuren überliefert, die wohl von Feuersteingeräten stammen und nach Interpretation der Ausgräber möglicherweise die Jagd auf diese Tierart belegen. Nur 15 m von diesem Fund entfernt, allerdings in Schöningen 13 II-3 und damit rund 1,5 m höher gelegen, fand sich im Jahr 2017 mit dem Waldelefant von Schöningen ein weitgehend vollständiges Individuum eines Europäischen Waldelefanten. Die Knochenreste des älteren weiblichen Tieres mit einer rekonstruierten Schulterhöhe von 3,2 m verteilten sich auf eine Fläche von rund 64 m². Es starb eines natürlichen Todes am Seeufer. In unmittelbarer Umgebung konnten 57 Feuersteinabschläge und -absplisse gefunden werden, die zum Teil beim Nachschärfen der Steinwerkzeuge anfielen. Mikroskopische Untersuchungen der scharfen Kanten legen nahe, dass die ursprünglichen Werkzeuge zum Bearbeiten von organischem Material wie Holz dienten, wobei ein scharfkantiges Naturstück Spuren zeigte, die beim Schneiden von Fleisch und Haut entstanden. Die Funde zeigen auf, dass die frühen Menschen von Schöningen den Waldelefantenkadaver zumindest nachnutzten.

#### „Speerfundhorizont“ (Schöningen 13 II-4)

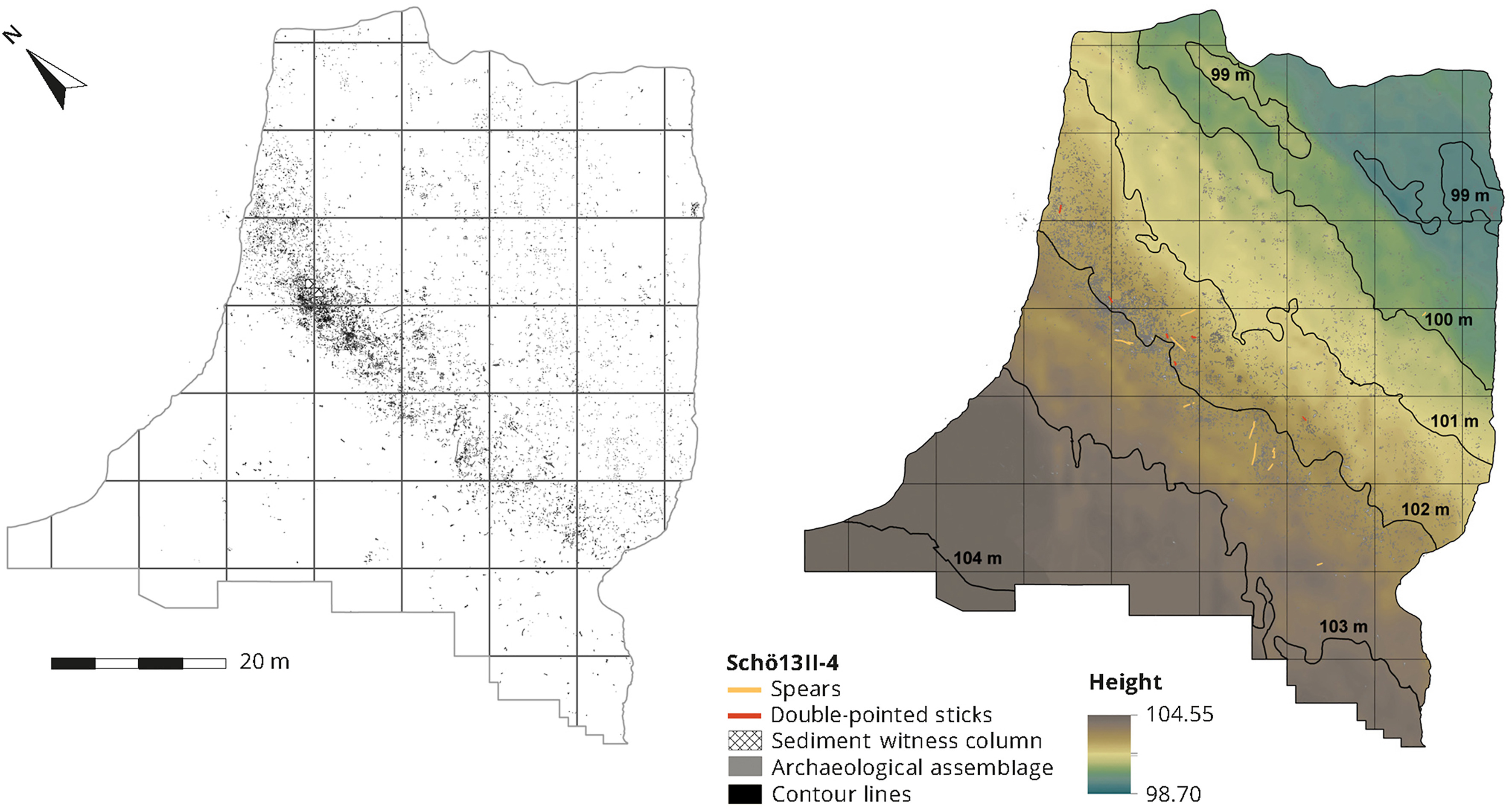
Grabungsplan von Schöningen 13 II-4, links: Kartierung der Fundmenge mit deutlicher Heraushebung der Konzentration am ehemaligen Seeufer, rechts: Reliefoberfläche des Fundhorizontes mit Isolinien und deutlich abfallender Uferplatte zum ehemaligen See hin

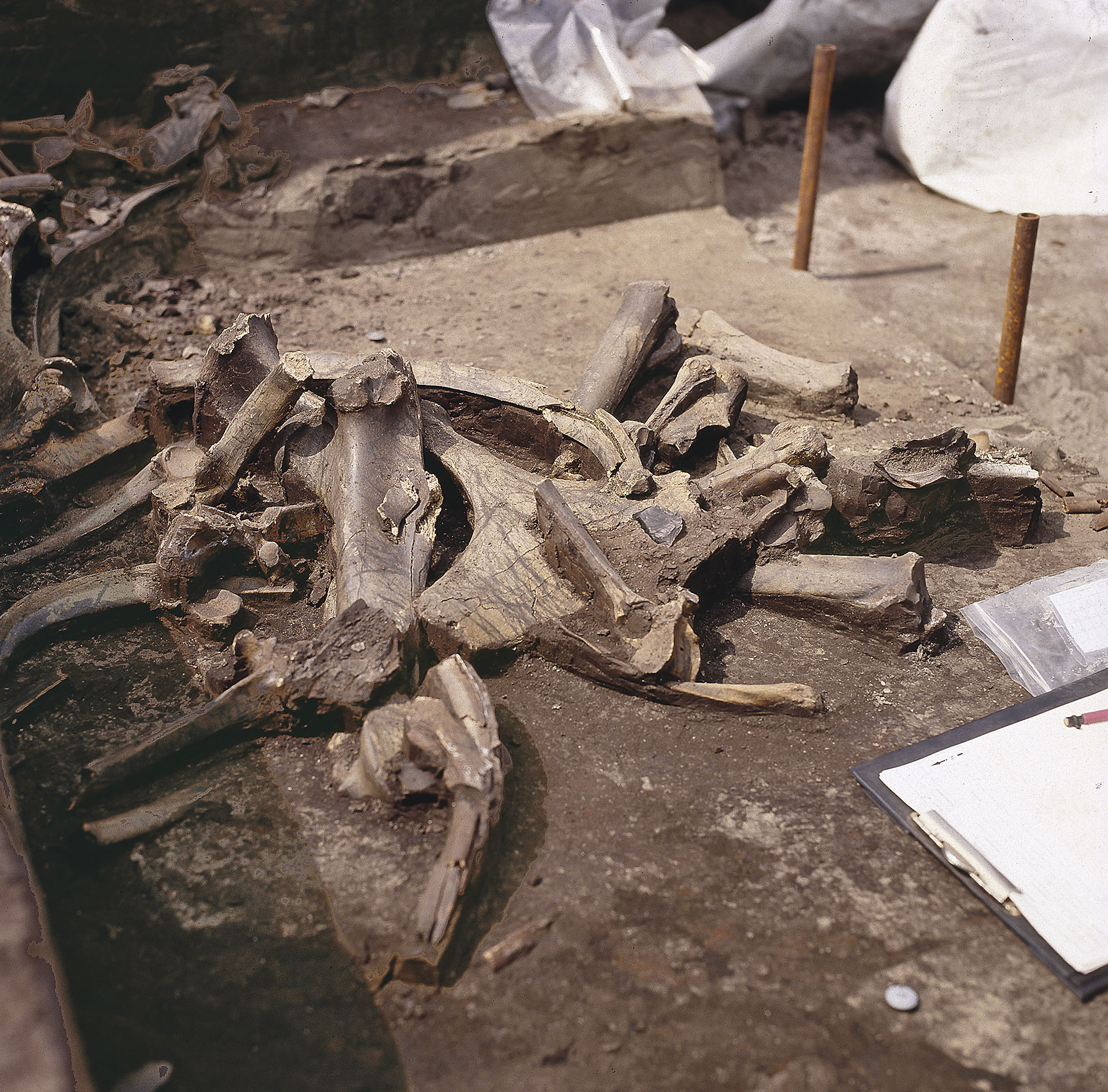
Tierknochen in Schöningen 13 II-4

Die herausragendste Fundstelle ist Schöningen 13 II-4, der sogenannte „Speerfundhorizont“ oder das „Wildpferdlager“ aus der vierten Verlandungsfolge. Erstmals 1994 angeschnitten, wurde sie seitdem auf rund 3900 m² freigelegt und erbrachte dabei etwa 14.600 Funde. Ursprünglich als jüngere Verlandungsfolge innerhalb der Rinne Schöningen II anhand von radiometrischen Daten der Sauerstoff-Isotopenstufe MIS 9 vor rund 320.000 Jahren zugeordnet, verweisen Aminosäuremessungen an Süßwasserschnecken und Muschelkrebsen auf eine mögliche spätere Stellung innerhalb des MIS 7 hin und damit auf ein Alter von rund 200.000 Jahren. Die Fundstelle lag einst am westlichen Seeuferrand. Sie zeigt eine deutliche räumliche Gliederung mit einer Lagerung des Hauptteils der Funde in einem 10 m schmalen und auf 50 bis 60 m Länge dokumentierten Streifen, der annähernd Nord-Süd verläuft. Hier fanden sich bis zu 150 Objekte je Quadratmeter inklusive der Steinartefakte und des Großteils aller Säugetierreste. Ein Bereich von 11 mal 15 m innerhalb dieses Streifens zeichnete sich dabei durch einen besonderen Fundreichtum ab. Nach Osten hin zum Seeinnern, nimmt die Funddichte deutlich ab.
Es dominieren Knochen größerer Säuger, die vielfach zerschlagen sind und Schnittmarken zeigen, so dass sie als Nahrungsreste der Jagdbeute interpretiert werden können. Teilweise lagen sie in dichten Konzentrationen. Etwa 90 % stellen Knochen von Wildpferden dar, dem Mosbacher Pferd, darunter auch vollständig erhaltene Schädel. Insgesamt verteilen sich die über 9000 gefundenen Wildpferdknochen auf etwa 54 Individuen. Deutlich seltener sind Steppenbison, Auerochse und der Rothirsch. Weitere Faunenreste entfallen auf das Wald- und Steppennashorn sowie auf verschiedene Raubtiere, wie Wolf, Rotfuchs, Hermelin und Mauswiesel. Eine Besonderheit bilden ein Langknochenfragment und Teile des Schädels von Homotherium, einer der jüngsten Nachweise der Säbelzahnkatzen in Europa. Die Beutegreifer kamen wahrscheinlich natürlich in der Umgebung vor und bedienten sich teilweise an den von den Menschen hinterlassenen Jagdresten. Auch die Biber, die mit dem Europäischen Biber und dem Altbiber vertreten sind, gehören zur natürlichen Hintergrundfauna.
Unter den Feuersteinartefakten befinden sich neben 1500 Retuschierabfällen von nur 2 bis 3 mm Größe etwa 50 Geräte. Diese sind in der Regel fein kantenbearbeitet und können als Schaber und spitzenartige Geräte klassifiziert werden. Unter den Schabern treten Bogen-, Wechsel- und Spitzschaber auf. Markant dabei ist das Fehlen von Artefakten der sogenannten Grundformproduktion (Kerne und große Abschläge), aus denen die Geräte dann hergestellt wurden. Daher lässt sich annehmen, dass die Geräte nicht vor Ort hergestellt, sondern lediglich nachgeschärft wurden. In Ermangelung an größeren Geröllen fanden dabei wohl knöcherne Retuscheure Verwendung, so unter anderem aus Metapodien vom Wildpferd hergestellt, in einem Fall auch aus dem Langknochenfragment einer Säbelzahnkatze.

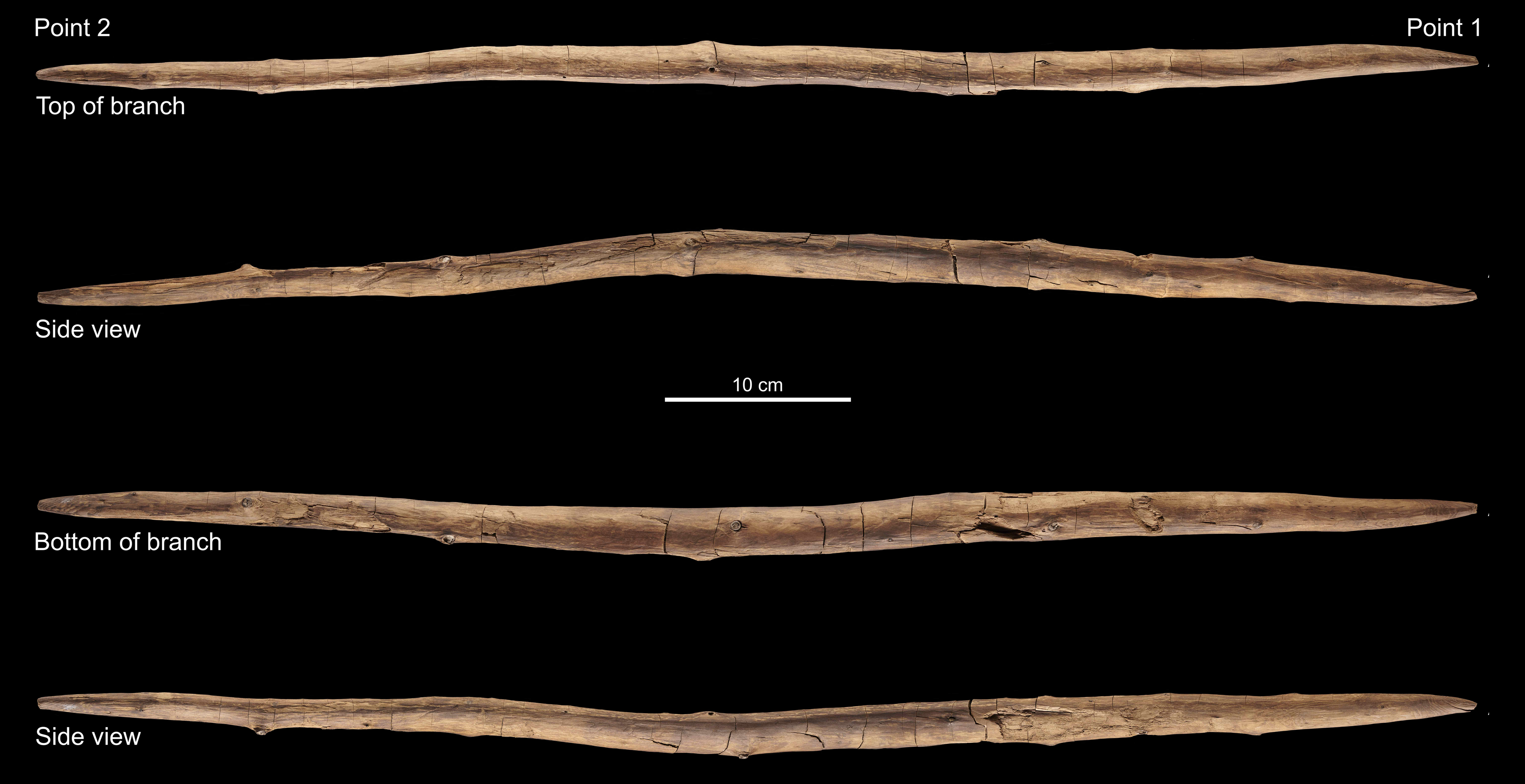
Wurfstock von Schöningen von 1994

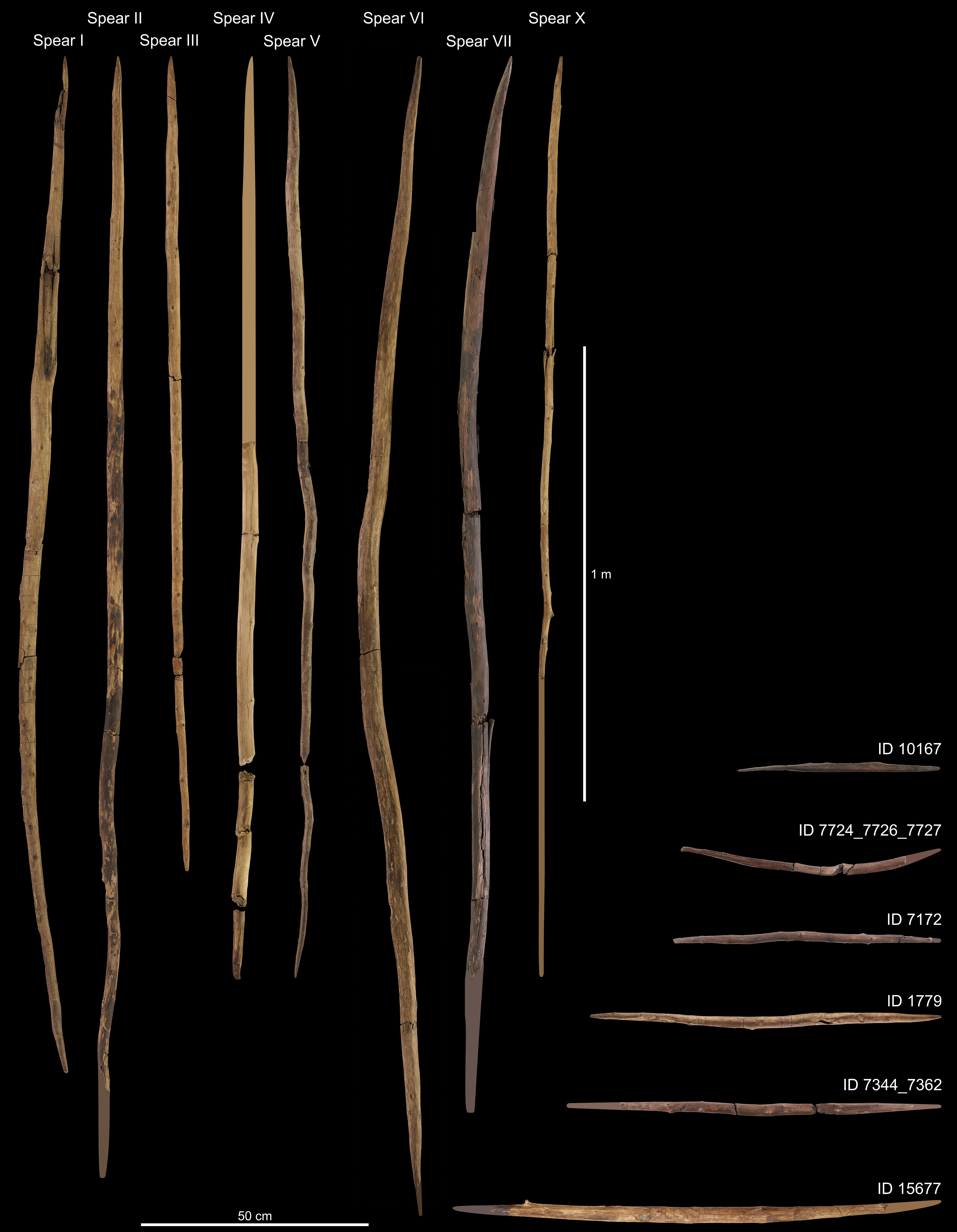
Darstellung von acht weitgehend vollständigen Speere und von sechs Wurfhölzern aus dem „Speerfundhorizont“ im Vergleich

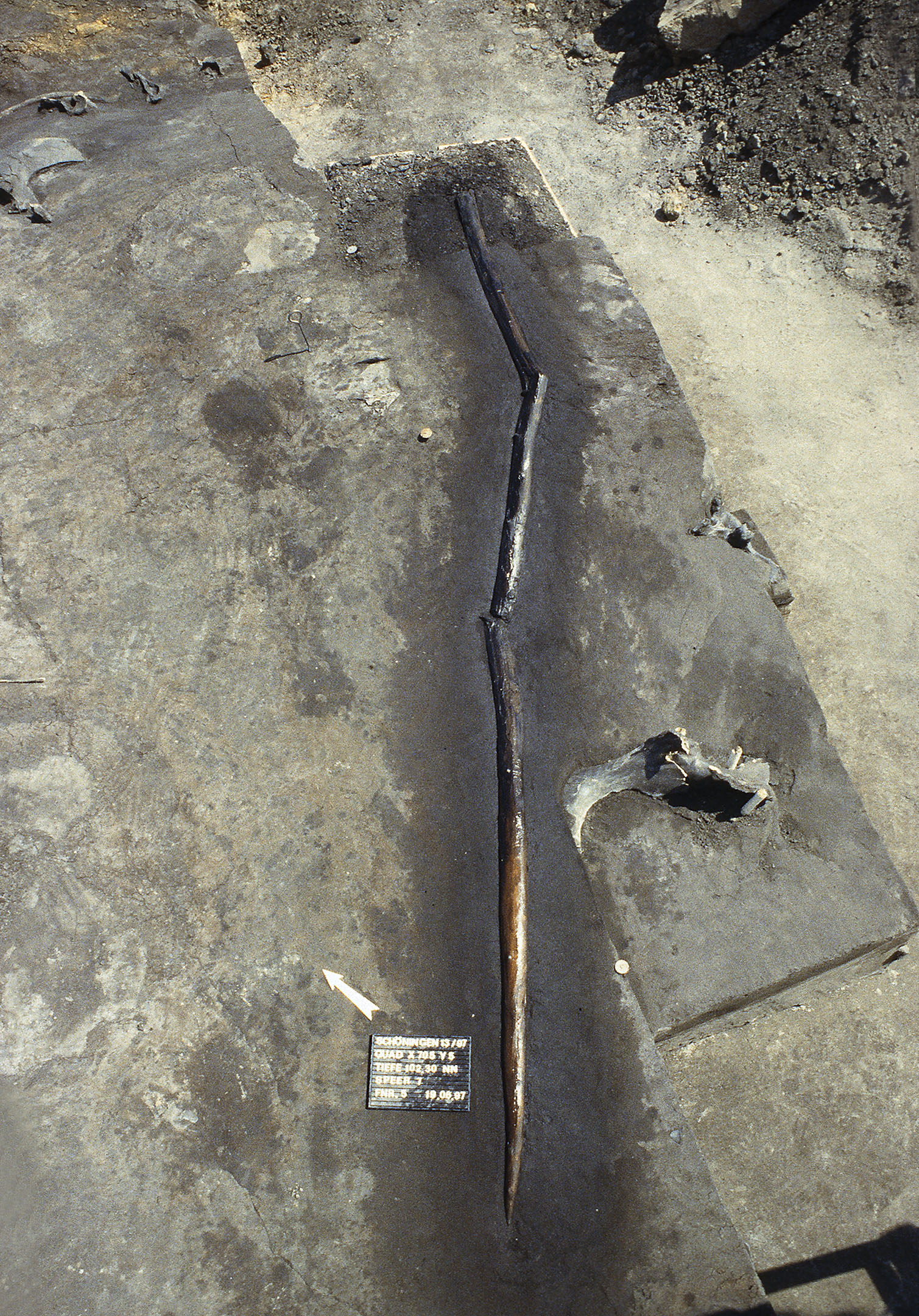
Der Schöninger Speer VII in Fundlage in Schöningen 13 II-4

Bereits im ersten Grabungsjahr 1994 konnte ein an beiden Enden zugespitzter 77 cm langer Stab aus Fichtenholz gefunden werden, der als Wurf- oder Wirbelholz, eventuell für die Vogeljagd, interpretiert wird. Neuere Untersuchungen ergaben, dass es geformt, getrocknet und geschliffen wurde, bevor es bei der Jagd auf Tiere zum Einsatz kam. Zwischen 1995 und 1999 kamen dann in diesem Horizont insgesamt neun Holzspeere und eine Lanze zum Vorschein, die zu den ältesten Jagdwaffen dieser Art weltweit gehören. Sie sind bis auf eine Ausnahme aus Fichtenholz hergestellt und zwischen 180 und 250 cm lang. Die Spitzen der Speere wurden sorgfältig aus der Basis der Holzstämme herausgeschnitzt und laufen seitlich neben der Markröhre als schwächsten Teil des Holzes aus. Dass diese scheinbare asymmetrische Position der Speerspitze auf Intention beruht, wird vermutet und konnte durch experimentelle Untersuchungen untermauert werden. Der Schwerpunkt des Schaftes liegt wiederum im vorderen Drittel, womit diese Stücke eindeutige Wurfgeräte sind. Untersuchungen an Nachbildungen dieser Speere zeigten deren hervorragende Flugeigenschaften, die denen heutiger Wettkampfspeere entsprechen. Neben diesen eindeutigen Holzgeräten sind noch weitere bearbeitete Hölzer gefunden worden, deren Nutzungszweck nicht in jedem Fall eindeutig ist. Insgesamt handelt es sich um über 180 Holzobjekte, unter denen neben den bekannten Speeren und dem Wurfstock zusätzliche Spitzen- und Schaftfragmente weiterer Jagdwaffen auftreten. Darunter befindet sich auch ein etwa 80 cm langer Holzstab, dessen Astansätze entfernt wurden (bis auf den obersten) und der ursprünglich als „Bratspieß“ zur Zubereitung von Fleisch oder als ein „Schürhaken“ zur Unterhaltung von Feuer interpretiert wurde. Die angenommenen Feuerspuren an der Spitze erwiesen sich jedoch als Zersetzungserscheinungen verursacht durch Mikroorganismen (Humifikation). Bei diesem Stück handelt es sich höchstwahrscheinlich ebenfalls um ein Wurfholz. Neben diesen eindeutigen Jagdwaffen kommen spitz und abgerundet zugerichtete Objekte mit teils polierten Oberflächen hinzu. Deren Funktion stand nicht unmittelbar mit der Jagd im Zusammenhang, so dass sie wohl eher den alltäglichen Lebenszwecken dienten, womit der „Speerfundhorizont“ nicht nur als reines Jagdlager aufzufassen ist. Die Geräte wurden aus Fichten-, Kiefern- und Lärchenholz hergestellt, das wohl aus dem nahe gelegenen Elm oder dem entfernteren Harz herantransportiert wurde.
In den Fundhorizont eingestreut waren auch vier Bereiche, die aufgrund ihrer rötlichen Untergrundverfärbung zunächst als Feuerstellen gedeutet wurden. Hier ergaben aber weiterführende Untersuchungen in den Jahren 2010 und 2011 keinerlei Hinweise auf Feuernutzung in Form von Holzkohle oder angebrannten Knochen.
Der Gesamtbefund mit den Jagdspeeren, dem hohen Anteil an Pferderesten und der speziellen, auf Nachschärfung gerichteten Werkzeugnutzung, zeigt an, dass mit Schöningen 13 II-4 ein Jagdgeschehen dokumentiert ist. Der Interpretationsspielraum reichte ursprünglich von einer einmaligen Jagd auf eine ganze Wildpferdherde und anschließender Niederlegung der Jagdwaffen bis hin zu mehrfachen, kurzfristigen Ereignissen, bei denen immer wieder einzelne Pferde erlegt wurden. Indes zeigten Analysen zum Alterspektrum der Wildpferde, dass die die Tiere zu allen Jahreszeiten erbeutet wurden und die frühen Menschen von Schöningen somit schon zu jener Zeit stark auf eine Beute spezialisiert waren. Bestätigung findet dies auch durch Analysen zur Lageorientierung einzelner knöcherner Fundobjekte, die eine komplexere Entstehungsgeschichte des gesamten Fundplatzes zeigen. Demnach können ein größerer Teil der Pferdeknochen, vor allem in den Konzentrationen am ehemaligen Seeufer, auf einen anthropogenen Ursprung zurückgeführt werden, der aber nicht zwingend ein einmaliges Ereignis widerspiegelt. Zahlreiche andere Reste, so von einigen Pferden, aber auch von großen Rindern oder Hirschen, kamen dagegen natürlich zur Ablage und wurden später möglicherweise durch einen steigenden Wassereinfluss leicht verlagert.

### Schöningen 13 II Berme

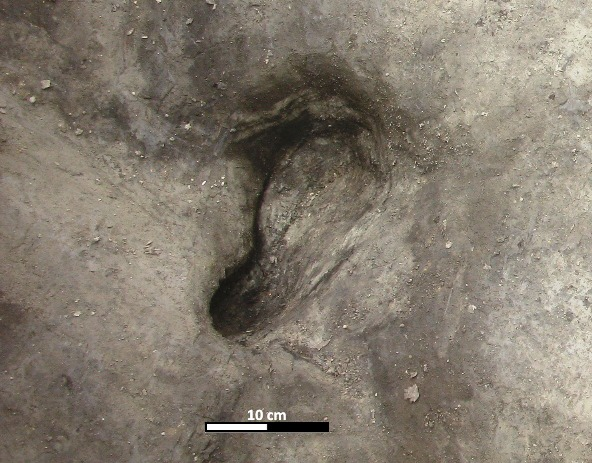
Potenzieller Fußabdruck von Homo heidelbergensis

Die südlich an den Sockel von Schöningen 13 II anschließende Berme ist seit dem Jahr 2002 Ziel der archäologischen Untersuchungen. Auch hier ließen sich die einzelnen Verlandungsfolgen der Rinne Schöningen II verfolgen. Entsprechend zu Schöningen 13 II enthielten die unteren Verlandungsfolgen, gelegen auf der unteren Berme, nur spärliche Fundreste, unter anderem Feuersteinartefakte und Großsäugetierreste. Allerdings blieben dort Trittsiegel vom Europäischen Waldelefanten im weichen muddeartigen Seeufersediment erhalten. Der Bereich befindet sich rund 100 m vom Fundplatz des Waldelefantenskeletts von Schöningen 13 II entfernt. Er umfasst Spuren, die eventuell auf ausgewachsene und junge Individuen zurückgehen, welche parallel zum Seeufer entlangliefen. Zwischen den Elefantentrittsiegeln sind auch zumeist einzelne Spuren anderer Tiere überliefert, als deren Verursacher Nashörner, Pferde und große Paarhufer wie Rinder oder Hirsche in Betracht kommen. Darüber hinaus liegen drei potentielle Fußabdrücke des frühen Menschen vor, die wohl Homo heidelbergensis zuzuschreiben sind. Die Spurenfossilien liegen jeweils isoliert voneinander, weisen aber übereinstimmend eine ovale Form mit leicht eingedellten Längsseiten auf. Ihre Länge reicht von 17 bis 23,5 cm und ihre Breite von 8,5 bis 10 cm. Die größere der drei Spuren wurde vermutlich von einem ausgewachsenen Individuum hinterlassen, die beiden kleineren von jüngeren.

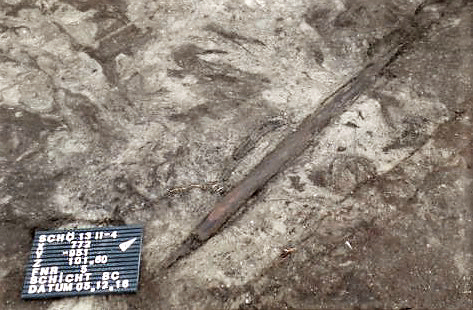
Wurfholz von Schöningen in Fundlage, 2016

Seit 2011 wird die Verlandungsfolge 4 auf der oberen Berme erschlossen, die den „Speerfundhorizont“ nach Süden fortsetzt und entsprechend auch als „Speerhorizont Süd“ bezeichnet wird. Damit ließ sich am ehemaligen Seeufer die Fortsetzung des Pferdejagdlagers nachweisen, der neue Grabungsabschnitt liegt etwa 80 m südöstlich von Schöningen 13 II-4. An der neuen Fundstelle wurden bis 2015 über 400 Knochen von Großtieren und 20 Steinartefakte gefunden. Darunter waren auch mehrere Zähne und Teile des Körperskeletts von Homotherium. Ein Schulterblatt weist Anzeichen von Gelenkschäden auf, möglicherweise als Folge eines Traumas oder von Osteoarthritis. Die Säbelzahnkatze war trotzdem befähigt, sich über längere Zeit jagend oder zumindest aasfressend zu ernähren. Gemeinsam mit den Funden vom Speersockel sind so mehrere Individuen der seltenen Raubkatze belegt. Neben der besonders jungen Zeitstellung des europäischen Strangs von Homotherium warfen sie die Frage auf, ob die Speere den Menschen nicht nur als Beutewaffen, sondern auch der Verteidigung dienten. Die gleiche Fundschicht barg ein weiteres, diesmal rund 65 cm langes Wurfholz, ebenfalls aus Fichtenholz gefertigt.

## Holozäne Fundstellen
Bei der Prospektion des Tagebaugeländes wurde in den oberflächennahen, holozänen Ablagerungen eine Vielzahl von archäologischen Fundstellen aus der Jungsteinzeit, der Bronzezeit und der Eisenzeit bis etwa Christi Geburt entdeckt. Dabei handelte es sich vorwiegend um Siedlungs- und Grabbefunde. Die erste archäologische Maßnahme erfolgte bereits 1982 durch eine Rettungsgrabung, mit der das seit 1974 bekannte Erdwerk von Esbeck aus der Zeit der bandkeramischen Kultur untersucht wurde. Mit einem Alter um 5500 v. Chr. war es der älteste Befund. Die Anlage befand sich zwar nicht im Tagebaugebiet, aber an einer Stelle, an der das Kraftwerk Buschhaus zur Verstromung der geförderten Braunkohle errichtet werden sollte.
Zu den Siedlungsfunden gehörten etwa 25 Hausgrundrisse. Aus der Zeit der Rössener Kultur um 4500 v. Chr. waren es mehrere Hausgrundrisse und ein Teil einer Palisadenanlage. Ebenfalls noch in das Mittelneolithikum gehörten mehrere Siedlungsgruben, deren charakteristisches Keramikmaterial, unter anderem weitmündige Schüsseln mit umlaufender Einstichverzierung an Schulter und oberhalb des Standbodens (sogenannte Trichterrandschüsseln) sowie Töpfe mit typischen Arkadenrändern, im Jahr 1991 zur Aufstellung der Schöninger Gruppe durch Jonas Beran führte. In modernerer Betrachtungsweise wird diese teilweise auch als „Schiepziger Gruppe“ bezeichnet, benannt nach der Ortschaft Schiepzig bei Salzmünde in Sachsen-Anhalt. Aus der Zeit der spätneolithischen Schönfelder Kultur um 2500 v. Chr. wurde ein 25 m langes Pfostenhaus ausgegraben. Außerdem wurden Hausgrundrisse der frühbronzezeitlichen Aunjetitzer Kultur entdeckt.
Zu den Grabfunden zählten etwa 90 Bestattungen aus unterschiedlichen Zeitstellungen. Darunter waren ein kleines Gräberfeld der Glockenbecherkultur, ein größeres Gräberfeld der Aunjetitzer Kultur mit 20 Körpergräbern und ein Hockergrab der Rössener Kultur. Ein besonderes Grab war eine Doppelbestattung der Kugelamphoren-Kultur mit einem Erwachsenen und einem Kind.
1988 wurde ein jungsteinzeitliches Erdwerk mit zwei jeweils 8 m breiten Sohlgräben entdeckt. Es verfügte über eine komplizierte Toranlage von 10 Meter Breite mit einem darüber liegenden Wehrbau, die als 15 m lange Torgasse in das Erdwerk hineinführte. Es wird einer mittelneolithischen Kultur zugerechnet.